# 屈撓
屈撓（くっとう）とは馬術用語で、馬体の一部または全体がたわんだ状態。
基本的には顎を折った状態を指すことが多いが、時には側方屈撓（サイドフレクション）などのように項や馬体が前後左右にたわんだ状態にも用いられる。
馬術においてはこの状態を作りだすことで前進気勢を保ちつつ、後肢の力をバネのように貯えることで、それに続く運動を活発、強力にすることができる。
そのため、この状態を作り出す技術は馬術の重要な基本である。